# Wiedersberger Horn
Wiedersberger Horn är ett berg i Österrike.   Det ligger i distriktet Schwaz och förbundslandet Tyrolen, i den västra delen av landet, 300 km väster om huvudstaden Wien. Toppen på Wiedersberger Horn är 2 127 meter över havet, eller 130 meter över den omgivande terrängen. Bredden vid basen är 1,1 km.
Terrängen runt Wiedersberger Horn är bergig västerut, men österut är den kuperad. Närmaste större samhälle är Schwaz, 16,0 km väster om Wiedersberger Horn. 
I omgivningarna runt Wiedersberger Horn växer i huvudsak blandskog. Runt Wiedersberger Horn är det ganska tätbefolkat, med 90 invånare per kvadratkilometer.